# Melanozosteria rufipes
Melanozosteria rufipes är en kackerlacksart som först beskrevs av Robert Walter Campbell Shelford 1909.  Melanozosteria rufipes ingår i släktet Melanozosteria och familjen storkackerlackor. Inga underarter finns listade i Catalogue of Life.